# Stenopelmatus toltecus
Stenopelmatus toltecus är en insektsart som först beskrevs av Henri Saussure 1862.  Stenopelmatus toltecus ingår i släktet Stenopelmatus och familjen Stenopelmatidae. Inga underarter finns listade i Catalogue of Life.